# Identitat Regne de Valencia
Identitat Regne de València (IRV) fou un partit polític valencià definit com a autonomista, democràtic, participatiu, plural i de caràcter progressista i valencianista. Fou fundat el 2000 per dissidents d'Unió Valenciana i Iniciativa de Progrés de la Comunitat Valenciana.
Es va presentar a les eleccions generals espanyoles de 2004 i el 2005 es va integrar en Coalició Valenciana, partit que acabaria deixant el 19 d'abril de 2007 per a presentar-se a les eleccions a les Corts Valencianes de 2007 i municipals en coalició junt a Unió Valenciana i Los Verdes Ecopacifistas, obtenint 22.615 vots (0,9%). També es va presentar a les eleccions generals espanyoles de 2008, amb resultats minsos.
El seu president i cap de llista per al senat per la circumscripció de València fou Miquel Saragossà i Muños, ex-president de l'associació d'amics de Vicent González Lizondo i ex-vicepresident també de Coalició Valenciana.
El seu programa se centrava en el blaverisme i la defensa de les Normes del Puig, la potenciació de les infraestructures al Regne de València, la millora i efectiva protecció de l'agricultura, pesca i ramaderia, l'arribada de l'AVE, el transvasament de l'Ebre i potenciar les senyes d'identitat valencianes.